# 모토로라 다이나택

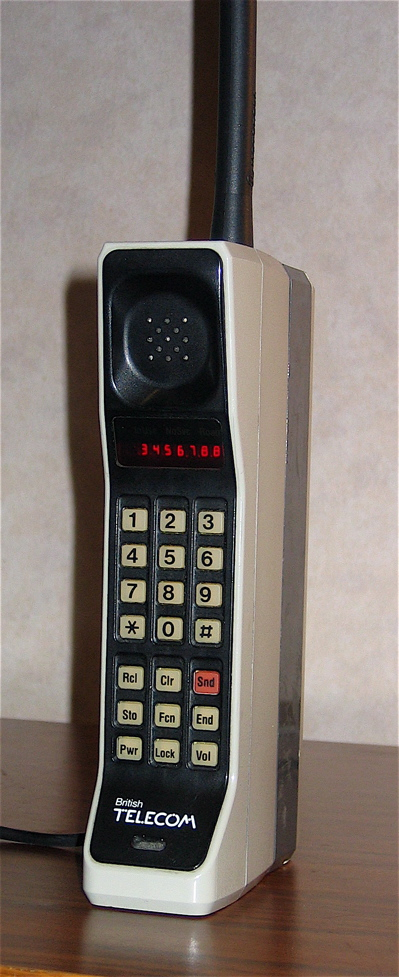
다이나택 8000X (1983년 최초의 상업용 휴대 전화)

모토로라 다이나택(DynaTAC)은 1983년부터 1994년까지 모토로라가 제조한 휴대 전화 시리즈이다. 모토로라 다이나택 8000X는 1983년 9월 21일 미국 FCC로부터 승인을 받았다. 완전 충전에는 약 10시간이 걸렸고, 통화 시간은 30분 정도 걸렸다. 또한 30개의 전화번호 중 하나로 전화를 걸거나 불러올 수 있는 LED 디스플레이도 제공했다. 가격은 상용 출시 연도인 1984년 $3,995로 2023년 $11,716에 해당한다. 다이나택은 "Dynamic Adaptive Total Area Coverage"의 약어이다.
1985년 8000년대부터 시작하여 1993년 클래식 II까지 주기적인 업데이트를 계속하면서 여러 모델이 이어졌다. 다이나택은 1989년 처음 출시되었을 때 훨씬 작은 모토로라 마이크로택으로 대부분의 역할을 대체했으며, 1996년 모토로라 스타택 출시 당시에는 구식이 되었다.

## 같이 보기
- AMPS